# Roberto Andò

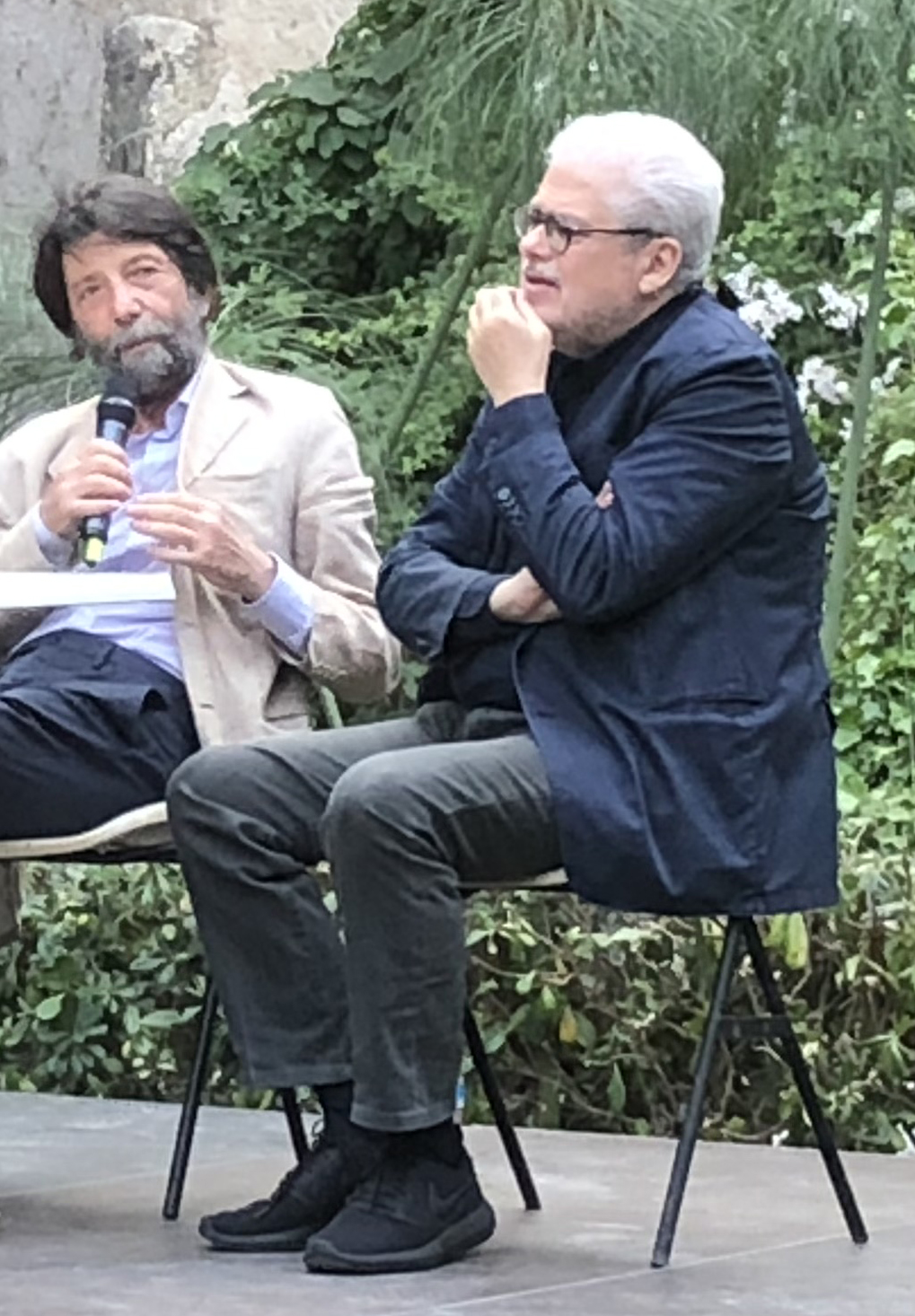
Roberto Andò (rechts) und Massimo Cacciari (2018)

Roberto Andò (* 11. Januar 1959 in Palermo) ist ein italienischer Theater- und Filmregisseur, Schriftsteller und Essayist.

## Leben
Andò ist seit Beginn der 1980er Jahre ein gefragter Bühnenregisseur, der auch eigene Stücke inszeniert. In dieser Funktion wirkte er für zahlreiche Bühnen, so das Teatro Biondo und das Teatro Massimo in Palermo oder das Piccolo Teatro di Milano. Für die große Leinwand arbeitete er zunächst – bereits seit 1986 – als Regieassistent, bevor er 1994 seinen ersten Langfilm auf Video drehte, der bei den Festspielen von Venedig präsentiert wurde. Die beiden folgenden Werke inszenierte Andò ohne Konzessionen an Erwartungen und Gewohnheiten. Il manoscritto del principe aus dem Jahr 2000 widmet sich den letzten Lebensjahren von Tomasi di Lampedusa. Auch zwei Kurzfilme, For Webern und Il ritratto di Harold Pinter. 2004 und 2006 folgten weitere Spielfilme.
Andò ist künstlerischer Leiter des Museo Internazionale delle Marionette e delle Orestiade in Gibellina. Daneben war er Filmkritiker für Il Globo und Reporter.

## Filmografie
- 1994: Robert Wilson memory loss
- 1995: Diario senza date
- 2000: Il manoscritto del principe
- 2004: Preis des Verlangens (Sotto falso nome)
- 2004: Il cineaste e il labirinto
- 2006: Viaggio segreto
- 2013: Viva la libertà
- 2016: Le confessioni
- 2018: Una storia senza nome
- 2018: Conversazione su Tiresia
- 2021: Il bambino nascosto

## Werke

### Romane
- Sotto falso nome, 2004, Ubulibri
- Diario senza date o della delazione, 2008, Gea Schirò
- Il trono vuoto, 2012, Bompiani
- Il bambino nascosto, 2020, La nave di Teseo
  - Ciros Versteck, dt. von Verena von Koskull, 2021, Folio Verlag, ISBN 978-3-85256-826-3

### Essays
- Esilio controluce, 1992, Edizioni della Battaglia
- Il maestro e i porcospini, 1994, Edizioni della Battaglia
- Intorno a Viaggio segreto, 2006, Contrasto
- Shylock. Prove di sopravvivenza (per ebrei e non), 2010, Einaudi